# Бизнес-экосистема
Бизнес-экосистема (англ. Business ecosystem) — набор собственных или партнерских сервисов, объединённых вокруг одной компании. Бизнес-экосистема может быть сосредоточена вокруг одной сферы жизни клиента или проникать сразу в несколько из них.
В начале 1990-х годов Джеймс Мур создал концепцию стратегического планирования бизнес-экосистемы, которая сейчас широко применяется в сообществе высоких технологий. Основное определение взято из книги Мура «Смерть конкуренции: лидерство и стратегия в эпоху бизнес-экосистем» (англ. The Death of Competition: Leadership and Strategy in the Age of Business Ecosystems).

## Истоки концепции
В июне 1993 года в научно-популярном журнале Harvard Business Review № 71 вышла статья Джеймса Мура под названием «Хищники и жертва: новая экология конкуренции» (англ. Predators and Prey: A New Ecology of Competition), в которой он предложил рассматривать экономическую деятельность как аналог экосистемы, где покупатели и производители занимают взаимодополняющие роли, совместно эволюционируя в направлении, задаваемом компаниями, которые находятся в центре системы. Статья получила премию McKinsey. А книга «Смерть конкуренции» (англ. The Death of Competition) удостоилась внимания и похвал, его имя было включено в составленный американским деловым журналом «Business Week» краткий список «оригинальнейших новых стратегов» за 1996 год.
Мур определил «бизнес-экосистему» как:

Экономическое сообщество, которое состоит из совокупности взаимосвязанных организаций и физических лиц. Экономическое сообщество производит товары и услуги, ценные для потребителя, которые также являются частью экосистемы. В состав экосистемы любого предприятия также входят поставщики, ведущие производители, конкуренты и другие заинтересованные стороны. Со временем они коэволюционируют свои возможности и роли и стремятся соответствовать направлениям, установленным одной или несколькими компаниями-лидерами. Те компании, которые занимают руководящие роли, могут меняться с течением времени, но функция лидера экосистемы ценится сообществом, потому что она позволяет членам двигаться к общим видениям, чтобы выровнять свои инвестиции и найти взаимоподдерживающие роли.

Мур использовал несколько экологических метафор, предполагая, что «конкретная ниша», которую занимает бизнес, оспаривается вновь прибывшими видами. Это означало, что компании должны стать активными в развитии взаимовыгодных (симбиотических) отношений с клиентами, поставщиками и даже конкурентами.
Использование экологических метафор для описания структуры бизнеса и операций становится все более распространённым, особенно в области информационных технологий. Профессор экономики Калифорнийского университета в Беркли Брэдфорд Делонг написал, что «бизнес-экосистемы» описывают «схему запуска новых технологий, появившихся в Силиконовой долине». Он определяет экологию бизнеса, как «более производительный набор процессов для разработки и коммерциализации новых технологий», для которого характерны «быстрое создание прототипов, короткие циклы разработки продукта, ранний тестовый маркетинг, компенсация на основе опционов, венчурное финансирование, ранняя корпоративная независимость». Делонг также выразил мнение, что новый способ, скорее всего, сохранится «потому что это лучшая экология бизнеса, чем легендарная и мрачная модель, усовершенствованная в Xerox Parc, — более производительный набор процессов для быстрой разработки и коммерциализации новых технологий».

## Отрасли
Грубер объясняет, что более столетия назад Ford Motors преуспел в использовании методов массового производства, сборочного конвейера и инсорсинга. Тем не менее, Ford начал производить свою продукцию на аутсорсинге, когда экология эволюционировала.
Грубер заявил, что: такая эволюция в экологии делового мира "иногда прерывается радикальными изменениями в окружающей среде, и что глобализация и Интернет являются эквивалентами широкомасштабного изменения климата. Глобализация устраняет традиционные преимущества крупной корпорации: доступ к капиталу, доступ к рынкам и эффект масштаба.
Индустрия поставщиков услуг приложений (ASP) основана на централизованно управляемых, размещенных и предоставленных приложениях, заключенных с конечным пользователем (пользователями). Согласно Cisco Systems, компании, склонные к совместному существованию в «экосистеме», способствуют неизбежности доставки приложений через Интернет.
Книги также используют метафоры естественных систем, не обсуждая взаимосвязи между человеческим бизнесом и биологическими экосистемами.
В другой работе экология бизнеса определяется как «новая область для устойчивого организационного управления и проектирования», «основанная на том принципе, что организации, как живые организмы наиболее успешны, когда их развитие и поведение соответствуют их основной цели и ценностям», что мы называем «социальной ДНК».
Необходимость для компаний заботиться об экологическом здоровье обозначена следующим: "Экология бизнеса основана на элегантной структуре и принципах природных систем. Он признает, что для развития здоровых бизнес-экосистем лидеры и их организации должны видеть себя и свое окружение через «экологическую линзу».

## Бизнес-экосистемы в России
Самые яркие примеры экосистем в России — Сбербанк и Яндекс, Тинькофф, VK, МТС и Контур. Они строят экосистемы так, чтобы затронуть как можно больше повседневных потребностей клиента. При этом граница между банками и небанковскими компаниями размывается. Например, все пять экосистем присутствуют в таких категориях, как «Финансы», «Автомобиль», «Коммуникации», «Медиа», «Развлечения» и «Здоровье».

## Мультиподписка
Одним из важных факторов развития экосистем является подписка, в основе которой находится бизнес-модель регулярной оплаты (обычно месяц, несколько месяцев, год) пользователем прямого доступа к товару или услуге или специальных более выгодных условий такого доступа (например, подписка на скидки, «один вход» в центр удовлетворения всех потребностей).
Характерной особенностью именно российских бизнес-экосистем является развитие формата мультиподписки, сочетающей в себе несколько сервисов, часто относящихся к разным категориям бизнеса. Мультиподписки могут выстраиваться как на базе собственных сервисов, так и на базе партнёрств. Например, Сбер и Яндекс наполняют свои мультиподписки преимущественно собственными сервисами. Партнёрская модель развития позволяет экосистеме быстрее охватить большое число потребностей пользователя с меньшими стартовыми затратами, однако её сложнее контролировать. Партнёрские подписки также облегчает привлечение в экосистему пользователей «со стороны», не привязанных к основным продуктам экосистемы. Примерами партнёрских подписок являются предложения от банка Тинькофф, оператора МегаФон и от «Сети Партнёрств». Партнёрские мультиподписки часто предлагают клиенту более выгодные условия и иные специальные предложения на покупку продукта у официального производителя, то для пользователя оказывается выгоднее и дешевле, однако за подобную выгоду клиент платит отсутствием выбора состава пакета.
Для бизнеса использование подписки позволяет улучшать такие показатели, как средняя выручка на одного пользователя и пожизненная ценность клиента
.